# Silvicultura

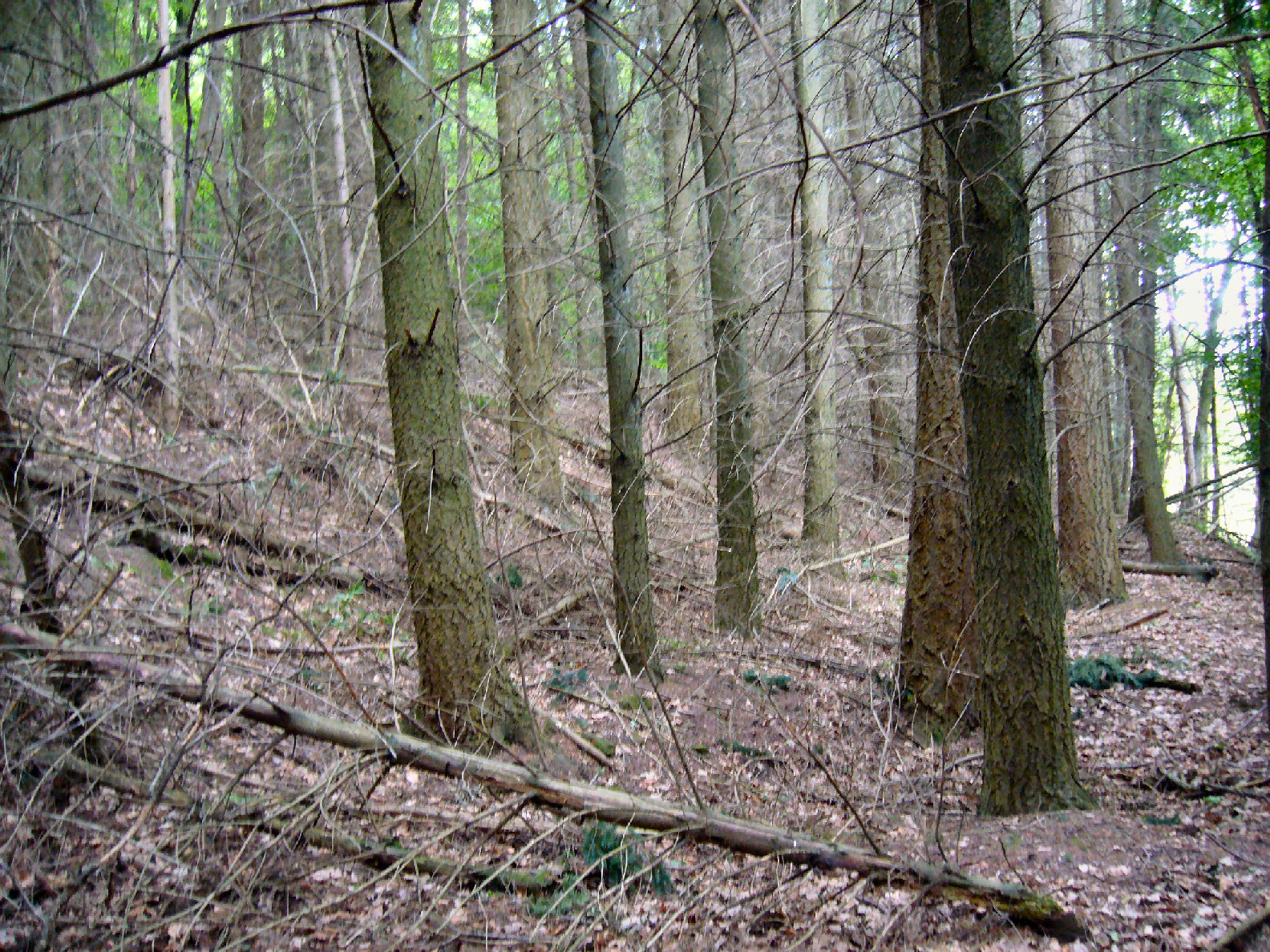
Plantació d'Avet Douglas (Lorena, França)

La silvicultura (del llatí silva, selva o bosc i de cultura, conreu) és la ciència, la tècnica i l'art de gestionar les masses forestals. La silvicultura té el paper d'ajudar a evolucionar els boscos aprofitant els factors ecològics, segons els principis de l'ecologia forestal, i les potencialitats naturals a fi d'optimitzar de manera duradora els productes i els serveis segons les necessitats humanes. El silvicultor vetlla principalment per la regeneració, la formació i la collita dels arbres. La silvicultura permet obtenir un valor econòmic, paisatgístic i mediambiental, com ara combatre l'erosió en terrenys amb pendent o fixar dunes com en les Landes de Gascunya.
La silvicultura sostenible reforça la idea que la gestió ha de vetllar per no sobreexplotar el medi i que no perdi el seu potencial cap al futur ni la seva capacitat de resistència ecològica, per exemple de cara l'escalfament climàtic. Certes maneres de gestió aporten una atenció més sostinguda cap al medi ambient i la biodiversitat.

## Història

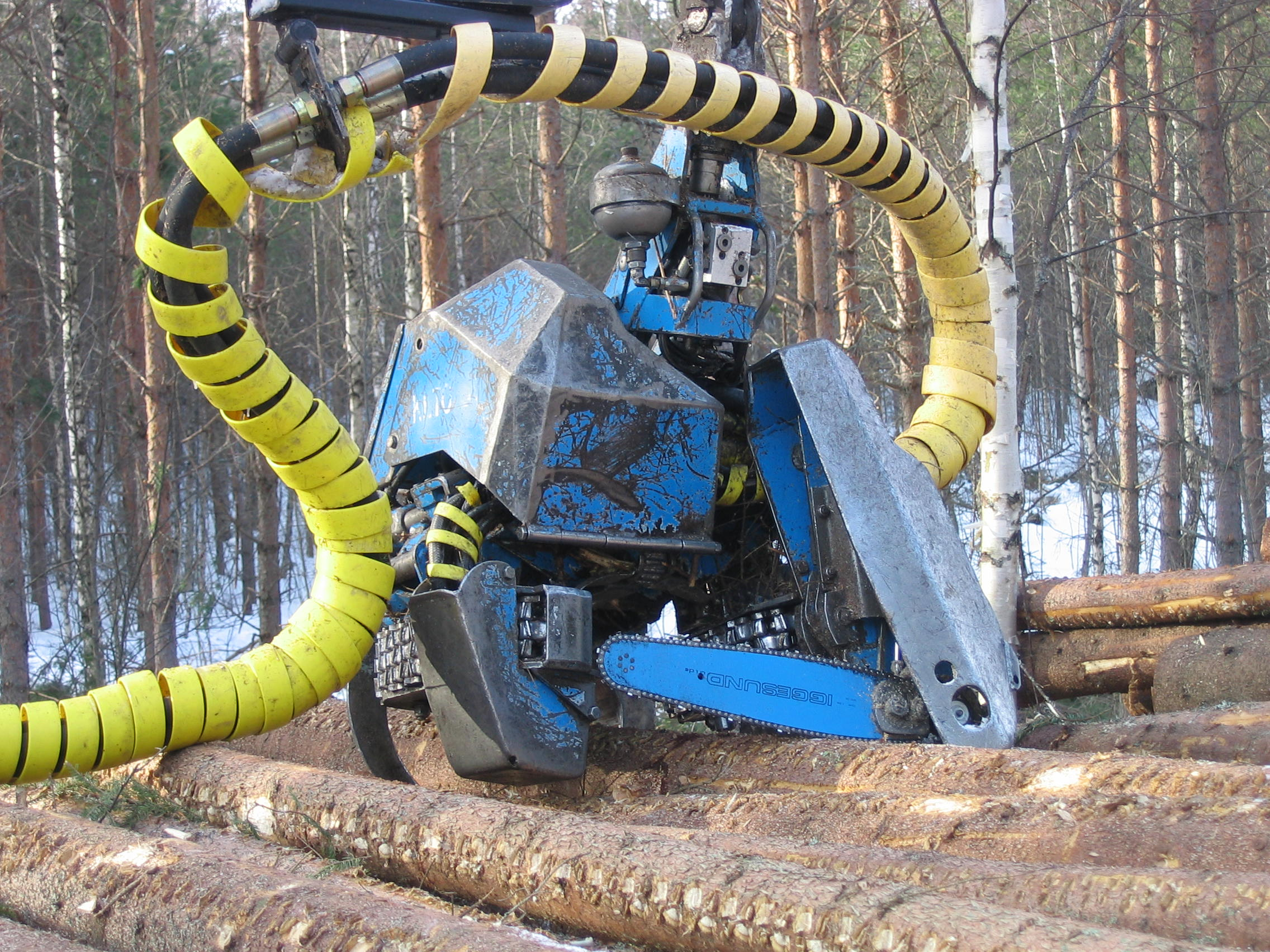
Especialment a l'Europa del Nord hi ha una tendència a la mecanització de la silvicultura

A l'antiga Xina, l'emperador Qin Shi Huangdi el 221 aC va ordenar cremar totes les obres escrites indesitjables però fent excepció dels llibres sobre medicina, agricultura i història. Històricament els boscos han anat desapareixent convertits en camps agrícoles o terrenys degradats. Aquesta tendència continua en les selves tropicals però en els països desenvolupats les superfícies forestals han augmentat des de 1950. Això ha estat possible gràcies a la regeneració natural dels boscos i a la repoblació artificial. L'èxode rural i l'abandonament dels terrenys agrícoles hi ha tingut un gran paper.

## Factors condicionants
La gestió de les masses forestals es determina per una sèrie de factors, els principals dels quals són:
Factors del mediCom ara la temperatura, règim pluviomètric, severitat dels vents, insolació, orografia, altitud, profunditat del sol. És clar que no pot aplicar-se la mateixa silvicultura als tròpics que a la mediterrània, en muntanyes de pendent pronunciat o al pla, en terrenys profunds o en altres que tenen una capa de sòl prima.
Factors econòmicsL'economia és la mesura de la silvicultura. És clar, per exemple, que una societat que depengui de la llenya com a combustible, com passava a casa nostra fa no tants anys, aplicarà una silvicultura diferent de la que tingui altres fonts d'energia més barates i còmodes. Per altra banda, el cost de la mà d'obra té una gran importància a l'hora de programar actuacions forestals. A molts països, al moment present la silvicultura té una molt baixa o nul·la rendibilitat, i es fa cada vegada més depenent de subvencions dels estats.
Factors socials. Els boscos són un bé que les societats valoren diferentment segons les seves sensibilitats i prioritats. En el món actual és normal que a les àrees més desenvolupades hi hagi unes sensibilitats ecològiques, de lleure i estètiques que influeixen de manera decisiva sobre el tipus de silvicultura a aplicar.

## Paràmetres d'actuació
El silvicultor pot actuar sobre una sèrie de paràmetres, de manera que el seu conjunt configurarà el tipus de silvicultura. Aquests són els principals.
Distribució diametral dels arbres. Una massa forestal pot ser que estigui formada per arbres d'edat molt similar, o molt diferent. En el primer cas es té un bosc regular i en el segon un bosc irregular. En boscos gestionats correctament, això sol comportar que els diàmetres dels arbres siguin homogenis (boscos regulars) o heterogenis (boscos irregulars).
Diàmetre màxim dels arbres. Depenent del model de gestió, es pot establir un diàmetre màxim de tallada (models de boscos irregulars) o una edat màxima d'aprofitament (models regulars).
Densitat de peus. És la quantitat de peus per unitat de superfície, normalment per hectàrea. Indica si un bosc és més espès o més clar.
Densitat de coberta (o fracció de cabuda coberta). Les capçades dels arbres intercepten la llum del sol, fent que a terra hi arribi més o menys llum. Controlant la densitat de peus i la seva edat es controla la densitat de coberta.
Forma de reproducció. Hi ha arbres que es reprodueixen per rebrot, i d'altres no. En general els caducifolis rebroten de soca després de ser tallats, mentre les coníferes no ho fan. Quasi tots els arbres poden reproduir-se per llavor. Hi ha alguns arbres que espontàniament no poden reproduir-se de manera satisfactòria per cap dels dos sistemes, i han de fer-ho a viver forestal, per ser trasplantats posteriorment.
Composició de la massa. Podem tenir masses forestals pures, formades per una sola espècie, o mixtes, en què conviuen espècies diferents. El grau en què una massa és mixta pot ser molt variable, tant pel que fa al nombre d'espècies diferents presents, com a les seves quantitats relatives.
Espècies d'arbres. Fins a cert punt, podem escollir les espècies que componen la massa forestal, dintre de les limitacions que imposen els factors condicionants esmentats a la secció precedent. La manera de fer-ho pot ser per eliminació progressiva de certes espècies, o per introducció de noves, per mitjà de llavor o plantes de viver, o mitjançant actuacions que afavoreixin la regeneració o el desenvolupament d'una espècie enfront d'una altra.

## Principals tipus de masses
De manera simplificada, podem tipificar les masses de la següent manera:
Bosc alt/bosc baix. Si la major part dels peus d'una massa provenen d'una regeneració per llavor, tenim un bosc alt. Contràriament, si els arbres provenen d'una regeneració per rebrot, estem davant un bosc baix. Entremig tenim el bosc mitjà, en el que hi ha arbres que provenen de rebrot barrejats amb arbres que provenen de llavor. Tradicionalment, i de manera molt simplificada, el bosc baix s'explota per llenya, i l'alt per serra.
Bosc regular/bosc irregular. Si tots els arbres són d'edat similar, tenim un bosc regular. Si l'edat dels arbres és molt diversa, tenim un bosc irregular.
Bosc monoespecífic/bosc mixt. Quan a una massa forestal tots o la majoria dels arbres són d'una mateixa espècie, tenim un bosc monoespecífic o massa pura. Per contra, si hi ha una barreja d'espècies, tenim un bosc mixt. El bosc monoespecífic és més senzill de gestionar, mentre el mixt té una sèrie d'avantatges: major diversitat biològica, millor resistència a plagues, que normalment només afectaran una de les espècies, millor aspecte estètic. A Santa Pau, a la Garrotxa, per exemple, podem trobar exemplars de tots dos tipus: fagedes i alzinars, com monoespecífics, i boscos d'alzina i roure, i boscos caducifolis mixtos (roure, castanyer, freixe, tell, trèmol, cirerer), com a exemple de bosc mixt.
Plantacions en terres agrícoles. Algunes terres que havien estat de conreu agrícola han set aforestades. Normalment a la plantació els arbres es planten en fileres, per facilitar el manteniment i actuacions silvícoles. A les planes de la Selva podem trobar nombroses plantacions de pollancres i plàtans, que són arbres de creixement ràpid (torn de 18 anys). A Catalunya també s'han fet algunes plantacions d'espècies “nobles” (noguer, cirerer, freixe, roure, fals plàtan), destinades a produir fusta de qualitat amb torns de 50 a 80 anys.

## Successió
Quan es produeix una pertorbació sobre un ecosistema es produeix una successió vegetal natural, que tendeix a restaurar el sistema original, sempre que sigui possible. En aquesta successió, prosperen diferents espècies vegetals successivament, en funció de la seva capacitat de germinar en diferents condicions de insolació (espècies tolerants si poden germinar a l'ombra, o intolerants si ho fan a plena llum). Les primeres espècies que s'estableixen són les denominades pioneres o colonitzadores, que poden germinar i desenvolupar-se amb gran quantitat de llum, i tenen un sistema de reproducció amb forta producció de llavor i facilitat de disseminació. Una vegada s'ha establert el bosc pioner, va sent substituït per comunitats més tolerants a la falta de llum, capaces de créixer sota coberta. Quan es planteja una actuació forestal, cal tenir present en quin punt de quina successió vegetal estem situats i què és el que volem aconseguir.

## Actuacions silvícoles
Per aconseguir els seus objectius, l'home realitza un seguit d'actuacions a les masses forestals, que podem tipificar de la següent manera.

### Estassada de matoll, o sotabosc
Es tracta d'eliminar totalment o parcialment la vegetació no arbòria que hi ha en un bosc o massa forestal. L'eliminació parcial pot fer-se de forma zonal, o per franges. Els objectius de l'operació són reduir la càrrega de combustible i evitar la continuïtat vertical d'aquest, millorar la transitabilitat, reduir la competència amb els arbres, millorar l'estètica. Els inconvenients són l'eliminació involuntària de plançons d'arbre, l'empobriment de l'hàbitat, l'exposició més gran del sol als agents erosius. Alguns dels inconvenients es poden reduir fent una estassada parcial.

### Aclarides
Aclarir és eliminar una part dels arbres d'una massa forestal, a fi d'afavorir el creixement dels que es deixen en peu. S'eliminen els peus pitjors, sobretot si fan competència a arbres de futur. A mesura que els arbres van creixent necessiten més espai i, per tant, és normal que periòdicament es facin aclarides. En els boscos irregulars, quan es fan aclarides es recol·lecten els arbres que han arribat al diàmetre d'explotació. És important tenir en compte que l'aclarida incrementa la il·luminació que entra al bosc, i que a més il·luminació tindrem un creixement major del sotabosc.

### Tallades arreu
Consisteixen a tallar tots els peus d'una superfície en una mateixa actuació, amb l'opció de deixar una reserva d'arbres pare per donar llavor o suavitzar l'impacte paisatgístic. Un exemple són les plantacions on tots els arbres arriben a final de cicle a l'hora. Altres casos en els que s'aplica aquest sistema pot ser en espècies molt intolerants a l'ombra en la seva regeneració (com el pi blanc), o en espècies que rebroten (com el castanyer).

### Podes
Podar o esporgar és eliminar o retallar branques d'un arbre. En silvicultura la poda té dues finalitats, la primera és aconseguir un tronc net de nusos, a fi d'obtenir fusta de qualitat. La segona és afavorir que l'arbre creixi recte, el que s'aconsegueix primant la guia central de l'arbre. A aquest darrer tipus de poda se l'anomena de formació. Les coníferes no requereixen poda de formació, ja que creixen normalment rectes.
Al bosc que és suficientment espès es produeix una poda natural de les branques inferiors de l'arbre, per manca d'il·luminació. Per altra banda la competència dels arbres fa que vagin a buscar la llum i, per tant, creixen rectes. Així doncs, per moltes espècies no cal podar. A les plantacions, a on la densitat de peus sol ser força més baixa, normalment cal realitzar podes.

### Silvicultura sostenible
La silvicultura sostenible consisteix en una gestió del bosc que asseguri la seva continuïtat en el temps. Per tant, ha de conservar la qualitat del sol, i preveure la correcta regeneració i substitució dels arbres que s'extreuen. Cal tenir present que una silvicultura pot ser sostenible, i a més milloradora, de manera que es treballi per un futur millor. També pot succeir el contrari, i que sigui més o menys degradadora.

## Objectius
- Els objectius fixats: a mitjà i llarg termini contribueixen de manera decisiva a l'elecció silvícola. Generalment s'associen objectius múltiples: la gestió es diu «integrada» o «multifuncional». Però certs objectius generals o transversals són presos en compte en totes les silvicultures:

- objectiu de conservació per profit de les generacions futures, cés a dir gestió sostenible, aquest objectiu prohibeix tota transformació irreversible; imposa mantenir la biodiversitat;
- objectiu de mantenir o de conduir el bosc cap els mosaics d'ecosistemes més estables;
- objectiu de mantenir els tipus de paisatges característics
- Altres objectius afecten específicament una zona determinada; per exemple, l'acollida de públic,la protecció d'un paisatge remarcable, la retenció de la neu,la preservació d'un medi o una espècia rars.

### Objectius econòmics
La silvicultura ha d'ajustar la seva oferta de fusta a la demanda, cosa difícil, ja que els boscos creixen molt lentament. Per exemple a la França del segle xviii Colbert va fer plantar roures per la marina però quan els arbres van ser madurs els vaixells ja es feien d'acer. Una tempesta, els incendis forestals, etc. també afecten l'oferta.
A Espanya i França, a la primera meitat del segle xx es va impulsar cultivar espècies de pins resinoses, però es van desenvolupar resines sintètiques que van fer davallar l'interès de la resina natural.

### Objectius ecològics

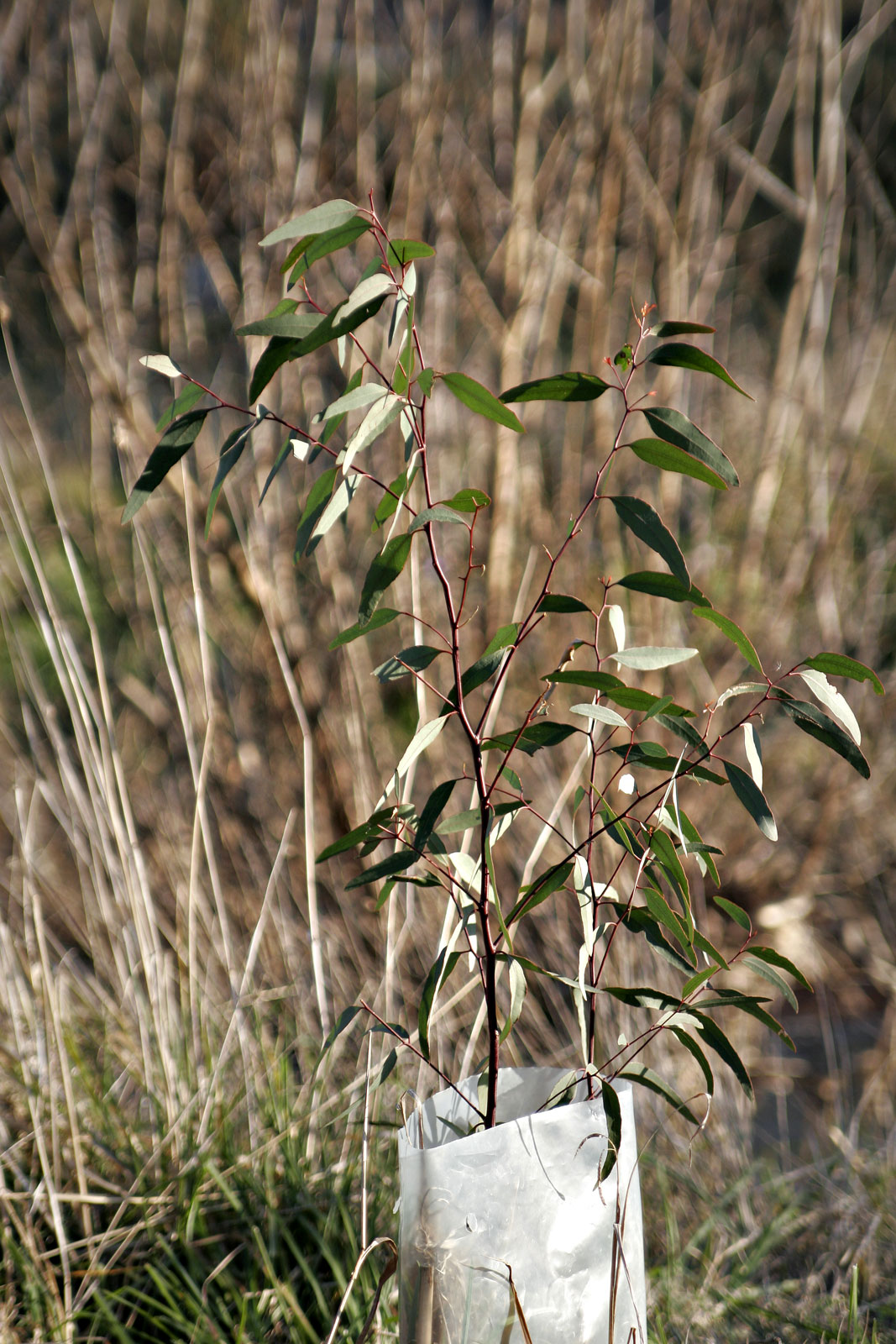
Repoblació forestal

A llarg termini, la silvicultura necessita una certa diversitat genètica. El bosc natural o poc antropitzat té un paper de conservació genètica d'espècies animals i vegetals. Poden caldre operacions silvícoles destinades a convertir poblacions d'arbres molt artificials en poblacions més naturals per assegurar la perennitat dels seus elements. A més un bosc protegirà millor contra allaus o esllavissades si presenta una estructura i de classes d'edat adaptada.
En les tallades completes cal deixar un passadís biològic tot deixant una banda d'arbres sense tallar.
Segons un estudi del CEMAGREF que compara la biodiversitat dels boscos europeus explotats i no explotats després de 20 anys conclou que a Europa la riquesa d'espècies animals i vegetals tendeix a ser menor en els boscos explotats que en aquells no explotats, però els resultats difereixen segons les espècies.
Les espècies pioneres de plantes amb flors i falgueres poden resultar afavorides per les tallades, ja que els donen espai i llum. Per contra, la riquesa específica de molses, líquens, de coleòpters saproxílics i en menor mesura de bolets és més feble en boscos explotats. Al voltant de 7.000 espècies d'insectes, bolets, molses i rosegadors depenen directament de la fusta morta i moltes altres en depenen de manera indirecta, però la fusta morta manca en la silvicultura tradicional.

## Tècnica

### Règims i tractament silvícoles
A la zona de clima temperat es distingeixen 6 tipus de règims silvícoles
1. Tallada rasa: Es tallen tots els arbres del bosc que acostumen a tenir la mateixa edat
2. Bosc gros regular: S'aprofiten els arbres que han arribat a la seva maduresa completa
3. Bosc gros irregular (eventualment mesclat i/o enjardinat), amb la tallada d'arbres de diverses edats
4. Mescla de bosc gros i bosc menut.
5. Bosc menut: s'aprofiten els brots de soca, per exemple en castanyers o en alzines per a fer carbó vegetal.
6. Mescla bosc gros resinós i bosc menut.

## Silvicultura propera a la natura
Per tal de superar les diferències que pot haver-hi entre la «gestió de l'ecosistema» i la «gestió silvícola» alguns silvicultors preconitzen una silvicultura propera a la natura. L'objectiu d'aquesta gestió comprèn tot el conjunt de productes que poden ser obtinguts del bosc: fusta, llenya, hàbitat de la fauna, biodiversitat, valors estètics i recreatius, gestió de l'aigua... Axó s'aconsegueix gestionant el bosc com un ecosistema, i harmonitzant les intervencions humanes amb els processos naturals, per tal d'accelerar-los, però no substituir-los. Els partidaris d'aquest sistema sostenen que a més de l'harmonia entre silvicultura i medi ambient, s'obté una reducció de despeses, per via de la reducció d'intervencions.
Aquest moviment es va iniciar a Alemanya., i actualment és preconitzat principalment per Pro Silva, a Europa. Als Estats Units, el professor de la Universitat de Vermont, Thom J. McEvoy, propugna una silvicultura similar, que denomina "silvicultura d'impacte positiu".